# Hakkari
Pour les articles homonymes, voir Hakkari.
Hakkari (en kurde : Colemêrg ; autres noms : Colemerik, Hakâri, Julamerk, Çölemerik) est une ville de Turquie, préfecture de la province du même nom. La ville est principalement habitée par des Kurdes. Elle a été la capitale de la principauté de Hakkari puis du sandjak ottoman de Hakkari.

## Histoire
Le maire de la ville, membre du Parti démocratique des peuples, est arrêté en octobre 2019 dans le cadre d'une opération visant les opposants à l'invasion des régions kurdes de Syrie par l'armée turque.

## Climat
| Mois                                  | jan.         | fév.         | mars         | avril       | mai          | juin         | jui.         | août        | sep.        | oct.         | nov.        | déc.         | année          |
| ------------------------------------- | ------------ | ------------ | ------------ | ----------- | ------------ | ------------ | ------------ | ----------- | ----------- | ------------ | ----------- | ------------ | -------------- |
| Température minimale moyenne (°C)     | −7,5         | −6,2         | −1,2         | 4,2         | 9,6          | 14,7         | 18,7         | 18,8        | 14,5        | 8,3          | 1,3         | −4,6         | 5,9            |
| Température moyenne (°C)              | −4,1         | −2,6         | 2,7          | 8,6         | 14,4         | 20,5         | 25           | 25,2        | 20,7        | 13,6         | 5,5         | −1,2         | 10,7           |
| Température maximale moyenne (°C)     | −0,5         | 1,3          | 7            | 13,2        | 19,6         | 26,3         | 31,1         | 31,5        | 26,7        | 19           | 10          | 2,5          | 15,6           |
| Record de froid (°C) date du record   | −23,4 3/2009 | −22,7 7/1997 | −19 2/1985   | −8,3 5/1965 | −0,8 3/1965  | 5 6/1967     | 10 9/2008    | 9,7 30/1983 | 4,3 29/1992 | −5,8 29/1965 | −15 27/1992 | −21,3 6/1994 | −23,4 3/1/2009 |
| Record de chaleur (°C) date du record | 11,8 1/2000  | 12,9 5/2018  | 19,7 28/2001 | 25 26/2008  | 28,7 31/1964 | 34,4 27/2017 | 38,8 27/1966 | 38 11/2006  | 37,1 3/2010 | 29,3 1/1999  | 20,8 3/1990 | 17,5 3/2010  | 38,8 27/7/1966 |
| Ensoleillement (h)                    | 120,9        | 146,9        | 179,8        | 198         | 266,6        | 345          | 368,9        | 347,2       | 294         | 223,2        | 159         | 114,7        | 2 764,2        |
| Précipitations (mm)                   | 90,8         | 102,3        | 119,2        | 119         | 68,9         | 14,5         | 9,3          | 5,4         | 10,9        | 56,2         | 77,8        | 102,7        | 777            |
| Nombre de jours avec précipitations   | 10,27        | 10,13        | 12,83        | 13,03       | 12,6         | 4,27         | 2            | 1,27        | 2,4         | 8,7          | 8,63        | 10,4         | 96,5           |

| Diagramme climatique                                  |              |            |            |             |              |             |             |              |           |           |              |
| J                                                     | F            | M          | A          | M           | J            | J           | A           | S            | O         | N         | D            |
| −0,5−7,590,8                                          | 1,3−6,2102,3 | 7−1,2119,2 | 13,24,2119 | 19,69,668,9 | 26,314,714,5 | 31,118,79,3 | 31,518,85,4 | 26,714,510,9 | 198,356,2 | 101,377,8 | 2,5−4,6102,7 |
| Moyennes : • Temp. maxi et mini °C • Précipitation mm |              |            |            |             |              |             |             |              |           |           |              |